# Bugulella gracilis
Bugulella gracilis is een mosdiertjessoort uit de familie van de Bugulidae. De wetenschappelijke naam van de soort is voor het eerst geldig gepubliceerd in 1911 door Nichols.